# Negacionismo climático no Brasil

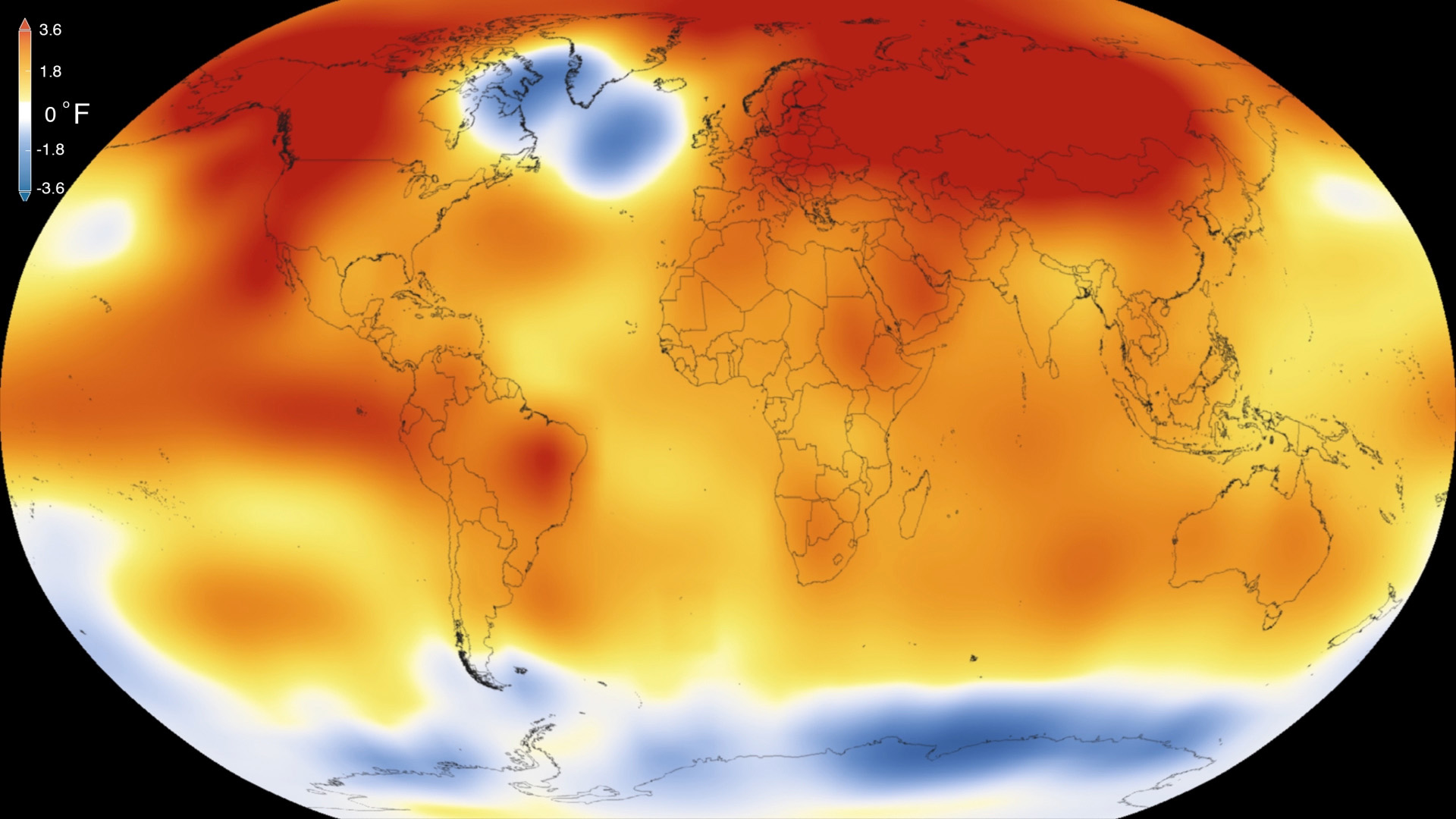
Este gráfico da NASA mostra a intensidade da anomalia térmica global no ano de 2015 em relação à média de 1880. As zonas mais vermelhas são as que aqueceram mais. Os últimos anos têm batido recorde sobre recorde em termos de temperatura.

O negacionismo ou ceticismo climático no Brasil é o movimento, em âmbito brasileiro, de negação total ou parcial do conhecimento estabelecido pelo consenso internacional dos climatologistas a respeito da realidade do aquecimento global, da sua origem humana e da sua gravidade.
No primeiro mundo anglófono, em especial nos Estados Unidos, onde é mais influente, o negacionismo climático é apoiado por larga parcela da população e tem um grande poder político e econômico, sendo promovido por grupos conservadores e ultraconservadores com uma verba bilionária, ligados principalmente à indústria do petróleo. Embora no Brasil não tenha ganhado o favor popular e suas ligações mais fortes sejam com os ruralistas e o agronegócio, têm sido apontados muitos traços em comum com o movimento no estrangeiro, e seu espaço na mídia, na economia e na política, antes muito limitado, está ampliando com rapidez. Em anos recentes, em especial com a eleição de Jair Bolsonaro, o poder e influência dos negacionistas aumentaram, seus expoentes vêm tendo acesso a cargos públicos de influência nacional, suas declarações anticientíficas aumentam a confusão entre os leigos e o movimento têm sido um dos principais responsáveis pelo maior retrocesso nas políticas, legislação e programas ambientais das últimas décadas, colocando em risco o futuro do ambiente e da população e o compromisso internacional assumido pelo Brasil de reduzir suas emissões de gases estufa.

## Contexto internacional
O consenso científico em torno do aquecimento global reúne mais de 97% dos climatologistas que publicam em revistas especializadas com revisão por pares, declarando que o fenômeno é real e está acontecendo, é causado pelo homem, principalmente pelo uso de combustíveis fósseis e desmatamento, gerando gases que retêm o calor da Terra (gases estufa), e terá consequências catastróficas se não for combatido com rapidez.
Este consenso está consolidado desde 1990, quando foi publicado o Primeiro Relatório do Painel Intergovernamental sobre Mudanças Climáticas (IPCC), organismo formado em 1988 sob os auspícios do Programa das Nações Unidas para o Meio Ambiente e da Organização Meteorológica Mundial, reunindo a nata dos climatologistas e geocientistas do mundo, dedicados não a produzir conhecimento novo, mas a revisar e sintetizar a melhor bibliografia científica disponível. À medida que os estudos se multiplicam, a segurança científica aumenta. Um levantamento realizado pelo National Physical Sciences Consortium analisou mais de 24 mil trabalhos publicados entre 2013 e 2014, produzidos por um total de 69.406 pesquisadores. De todos eles, apenas quatro pesquisadores rejeitaram a origem humana do aquecimento global.
O negacionismo climático se caracteriza pela rejeição da ciência do clima e pela sua substituição por crenças e ideologias de variada natureza e matiz, e em parte é o resultado da sobrevivência artificial de dúvidas que tinham validade quando o aquecimento global ainda era pouco conhecido e estudado, mas que agora já não se sustentam. O negacionismo faz seus ataques à ciência ao longo de diversas linhas de argumentação. Pode ser uma negação radical e completa do atual conhecimento científico sobre o clima, ou pode atacar apenas alguns elementos constitutivos da base teórica, ou questionar a confiabilidade dos registros, a participação humana ou sua participação predominante, ou pode minimizar o risco representado pela ameaça climática, entre outros aspectos.
O negacionismo floresce com grande força no primeiro mundo anglófono, especialmente nos Estados Unidos, que ainda é o país mais afetado pelo fenômeno. Lá as motivações principais dos negacionistas estão ligadas à preservação do livre mercado, especialmente o mercado dependente dos combustíveis fósseis, formando-se um pequeno mas muito rico e poderoso lobby que inclui empresários, líderes políticos e religiosos e cientistas de baixa credibilidade, entre outros agentes. Em âmbito internacional, o negacionismo climático tem sido ligado a atividades criminais, à desonestidade intelectual e ao uso das mesmas estratégias de produção de incertezas artificiais e de confusão da opinião pública que se tornaram notórias quando empregadas pela indústria do cigarro algumas décadas atrás. Segundo análise de Naomi Klein, para os membros do Heartland Institute, um dos principais think tanks conservadores que pregam o negacionismo, o combate ao aquecimento global vai causar alguma espécie de revolução de esquerda e de alguma forma cercear os princípios da propriedade privada, e por isso o aquecimento é negado.
Há no movimento uma extraordinária predominância de ativistas do sexo masculino. Mais de 90% dos ditos "estudos científicos" negacionistas têm origem e/ou financiamento em grupos conservadores ou ultraconservadores. Também se associam a certos setores negacionistas crenças em teorias da conspiração, fundamentalismo religioso, uma recusa sistemática em aceitar mudanças ou fatos que possam ser desagradáveis, apego a hierarquias rígidas de poder e desejo de preservação de privilégios de classe. Esses grupos dispõem, só nos Estados Unidos, de cerca de um bilhão de dólares por ano para o financiamento das suas atividades, que incluem a produção de estudos científicos fraudulentos, compra de políticos e assédio, ameaça ou perseguição a cientistas.

## No Brasil
A história do negacionismo climático no Brasil inicia em 2007, quando os estudos se multiplicavam e os relatórios do IPCC já haviam estabelecido solidamente as causas e consequências do problema, que ganhava manchetes em todo o mundo e também repercutia na imprensa brasileira. Em maio deste ano Olavo de Carvalho publicou no Diário do Comércio um artigo intitulado "Ciência ou palhaçada?", onde criticava o documentário Uma Verdade Inconveniente de Al Gore, dizendo que o aquecimento global era uma "trapaça" e associava a polêmica a uma suposta conspiração comunista infiltrada nos organismos e políticas internacionais. Em novembro do mesmo ano, José Carlos de Almeida Azevedo, físico, ex-reitor da UnB e capitão de mar e guerra, publicou um artigo alegando que o aquecimento era uma falácia e que os cientistas eram oportunistas. Este artigo foi rebatido pelo meteorologista Carlos Nobre, afirmando que os trabalhos do IPCC eram científicos e criticando a postura de Azevedo de ignorar os fatos.
Entre 2009 e 2010 o Código Florestal entrou em debate para sua reforma, quando foi pautada a questão de se o desmatamento influenciava nas mudanças climáticas. O principal interessado em mudar a legislação ambiental era a Frente Parlamentar Agropecuária, pois na época milhares de propriedades rurais estavam sendo multadas por infrações ambientais. Uma comissão parlamentar foi formada para estudar o assunto, e Azevedo, convidado a opinar, alegou que o aquecimento global não era um fato científico comprovado e que, portanto, não estava associado ao desmatamento, sendo a polêmica uma questão geopolítica sem base científica. Também opinou Luiz Carlos Molion, notório negacionista, e Aldo Rebelo, relator da comissão, disse que a luta em defesa do ambiente "está mergulhada no espectro de uma disputa ideológica e comercial internacional", e que as leis ambientais geram pobreza porque tiram o sustento e os direitos dos agricultores mais pobres. Outras vozes foram ouvidas com opiniões contrárias, mas a posição dos ruralistas acabou prevalecendo e o Código foi alterado, sob grandes protestos dos ambientalistas. Segundo Jean Carlos Miguel, neste momento o negacionismo desempenhou um papel estratégico ao tentar desvincular os compromissos climáticos dos compromissos florestais e construir um imaginário político onde as propostas e leis de regulamentação ambiental eram mostradas como uma ameaça à soberania nacional, ao agronegócio e ao crescimento econômico.

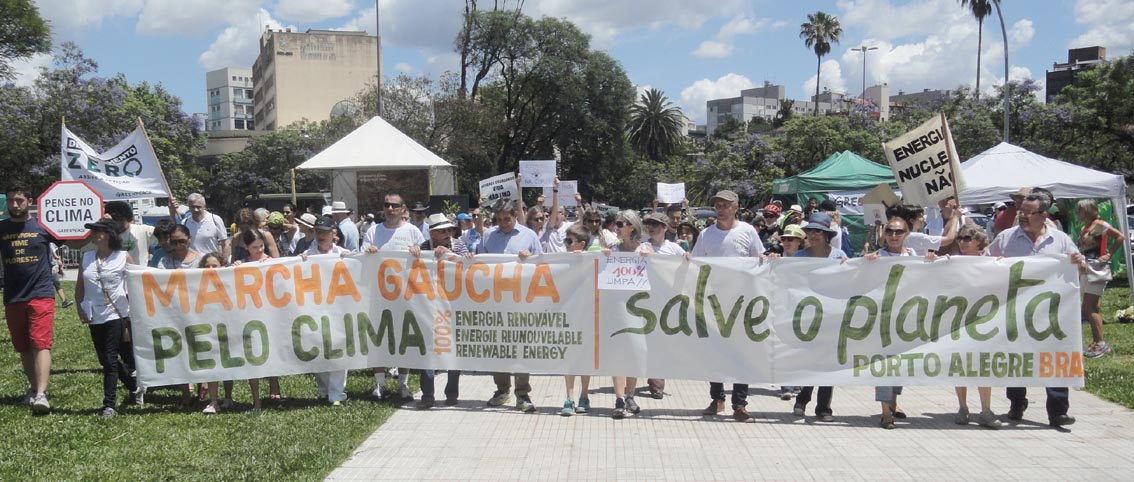
Marcha Gaúcha pelo Clima, Porto Alegre, 2015, exigindo medidas mais agressivas de combate ao aquecimento global

Ao contrário dos Estados Unidos, no Brasil o negacionismo até o fim da década tinha um fraco apoio popular, embora já tivesse aliados muito poderosos e influentes. Uma pesquisa do Datafolha de 2010 revelou que para mais de 90% das pessoas entrevistadas o aquecimento era real, e para 75% delas o homem tem grande participação em sua causa, enquanto que 19% acreditava que a participação existia, mas era pequena. Um estudo de 2011 da Universidade de Oxford em parceria com a Fundação Reuters mostrou que no Brasil o espaço reduzido dos céticos se devia a uma "combinação entre cultura jornalística, poucos ou nenhum grupo de pressão ligados ao setor petrolífero e à virtual ausência de vozes fortes céticas na elite científica, política e econômica".
Essa situação, porém, vem mudando, o negacionismo passou a se disseminar no YouTube, nas redes sociais e blogs da internet, com a cumplicidade de parte da grande mídia, palestras patrocinadas pelo agronegócio se multiplicam, vários livros foram publicados, e seus defensores ganham amplo terreno na política e na economia. Os negacionistas brasileiros com alguma titulação em climatologia são muito poucos, mas alguns têm ganhado grande espaço na mídia, como Ricardo Augusto Felício e Luiz Carlos Molion. Outros mais ou menos conhecidos são José Carlos de Azevedo, Daniela Onça, Thiago Maia, Kenitiro Suguio e José Bueno Conti. Segundo Miguel, têm defendido pautas liberais com ingredientes negacionistas grupos como o Instituto Liberal, o Instituto Mises-Brasil, o Instituto Millenium, o Movimento Brasil Livre, o Instituto Plínio Corrêa de Oliveira e o Instituto Liberal Conservador.
O panorama nacional foi pouco estudado e, segundo análise de Bernardo Esteves, também devido ao seu contexto diferenciado, as motivações precisas dos negacionistas brasileiros ainda são pouco conhecidas. Nos Estados Unidos a ligação dos negacionistas com ideologias de direita e a defesa do livre mercado é forte e abundantemente documentada, mas no Brasil o fundo político do movimento parece mal delimitado. O que já se tornou evidente é que os negacionistas brasileiros encontraram influentes aliados no movimento ruralista e no agronegócio, que detêm uma grande bancada no Congresso Nacional e ocupam vários postos-chave na administração pública, e que defendem um programa de restrição maciça às medidas ambientalistas em geral como proteção da propriedade privada, dos sistemas produtivos, dos mercados e do crescimento econômico. Neste programa, muitas vezes são usados argumentos negacionistas ou indiretamente relacionados ao problema do aquecimento. Em matéria na Revista do Instituto Humanitas Unisinos, Ricardo Machado esclareceu: "Você não precisa ser um ávido leitor de jornais ou um militante ligado ao ambientalismo para ter ouvido várias vezes frases como 'Nós [os ruralistas] somos os que mais preservamos', '61% do território brasileiro é mato', 'O que o Código Florestal quer é a interdição do uso da propriedade', 'É muita terra para pouco índio'. É com esse arsenal retórico que a bancada ruralista no Congresso Nacional dispara contra os direitos dos povos originários, contra as leis ambientais e contra qualquer pessoa que afirme haver aquecimento global [...] No atual Congresso, o mais conservador desde 1964, cerca de 250 deputados compõem a base de apoio aos ruralistas, ao passo que no Senado esse número é de 40 senadores. Não obstante esse número expressivo de apoiadores à agenda de desregulamentação ambiental, o setor ruralista ocupou, recentemente, o controle da Polícia Federal e da Fundação Nacional do Índio – Funai". Comentando esta situação em 2017, Cláudio Ângelo, coordenador de comunicação do Observatório do Clima, disse que "o que está em jogo é o maior retrocesso em termos ambientais no Brasil".

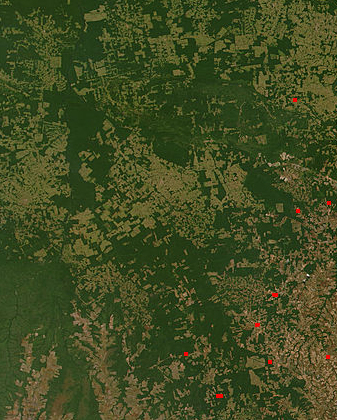
Imagem de satélite mostrando o desmatamento em uma região do Mato Grosso, o estado brasileiro que sofre com as perdas recentes mais agudas. No Brasil o desmatamento tem sido a maior fonte de gases estufa, mas outros setores estão crescendo rápido.

No país o desmatamento é a principal fonte de gases estufa, e uma das principais causas de desmatamento no Brasil é a expansão da agropecuária. Além disso, o gado está envolvido com o aquecimento global por emitir grandes quantidades de metano, um dos principais gases estufa. Para Sergio Raposo de Medeiros, "poucos assuntos irritam tanto o pecuarista como o envolvimento do boi no aquecimento global. Seu maior desejo seria alguém confirmar que o aquecimento global é a balela científica do século ou que o boi não tem nada a ver com isso". Segundo o pesquisador e professor Alexandre Araújo Costa, que é membro do Painel Brasileiro de Mudanças Climáticas, o destacado negacionista Luiz Molion — que também exime o setor rural de culpas no aquecimento — tem grande trânsito entre os ruralistas: "Afinal, se a pecuária não contribui com emissões de metano e se as emissões de dióxido de carbono (e também de metano) associadas ao desmatamento não são um problema, o discurso de Molion representa um tipo de armadura e escudo pseudocientíficos que o agronegócio precisa". Molion tem falado muito para o público do agronegócio em palestras, feiras e encontros, foi chamado de "um dos nomes mais importantes do cenário agro brasileiro", e suas declarações circulam na imprensa que cobre o setor e nos websites de empresas e organizações. A influente Confederação da Agricultura e Pecuária do Brasil publicou em 2010 a Carta de São Paulo, onde prega a manutenção dos padrões de produção e consumo alegando que a mudança para um modelo sustentável seria custosa demais e que o país precisa crescer sem os impedimentos representados pelas políticas ambientais. O documento foi apresentado em reunião que contou com uma palestra de Bjørn Lomborg, um dos negacionistas mais conhecidos do mundo.
Alexandre Costa fez uma associação explícita do movimento negacionista nacional com as direitas, acusando um dos principais representantes brasileiros, Ricardo Felício, de ser um militante típico do movimento internacional. Felício referiu a si mesmo como um nacionalista e acredita que a redução de emissão de gases estufa é uma tentativa dos países industrializados de impor novas tecnologias verdes ao mundo. Perguntado em entrevista se havia alguma instituição que apoiava o seu pensamento, indicou o Movimento de Solidariedade Ibero-Americana (MSIA), que segundo ele divulga um discurso anti-imperialista denunciando "o engajamento político dos países desenvolvidos que querem, a todo custo, manter sua hegemonia e poder sobre os outros, através do entrave tecnológico", mas que Costa descreveu como "um grupo de extrema-direita especialista em teorias conspiratórias e em ataques ao Greenpeace, ao Movimento de Trabalhadores Sem Terra, o Foro de São Paulo, a Pastoral da Terra, etc.", e que foi denunciado como direitista e antiambientalista também por outros autores. Mário Jakobskind, do Observatório da Imprensa, citou ligações históricas do MSIA com o grupo negacionista norteamericano LaRouche, e acrescentou: "E onde entra a mídia nesta história tola? Estes senhores, utilizando uma linguagem supostamente nacionalista e às vezes até de cunho anti-imperialista, contam com a desinformação de jornalistas e leitores para divulgar seus delírios. O tal Movimento de Solidariedade Ibero-Americana chegou mesmo a se reunir com a bancada de oposição no Congresso para denunciar 'complôs internacionais'. Parlamentares com tradição de luta contra o arbítrio deixaram-se enganar". Segundo Cláudio Ângelo, "o discurso dos ruralistas no Brasil é muito parecido com o dos céticos do clima nos EUA. Essas pessoas ignoram evidências científicas e chamam de ideologistas os cientistas que passaram 20 a 30 anos pesquisando a fundo sobre mudanças climáticas", mas acrescentou que "o conservadorismo nas políticas ambientais no Brasil está longe de ser uma pauta exclusiva da direita. Um dos grandes expoentes do Partido Comunista do Brasil, Aldo Rebelo, que militou na esquerda, resolveu se aliar aos mais conservadores dos conservadores da bancada ruralista. O Aldo fez um relatório sobre a mudança do Código Florestal que versa sobre a legislação mais ou menos como o discurso do Heinze".
Já Daniel Cunha criticou os princípios do movimento brasileiro dissecando a tese de doutorado de Daniela Onça, trabalho que ganhou reconhecimento como um importante documento negacionista do país. Onça é uma discípula de Felício e segundo Cunha inaugurou no país uma nova modalidade de negacionismo utilizando conceitos da teoria crítica e noções que beiram o misticismo para invalidar a base teórica científica do aquecimento, que seria, segundo ela, "uma ideologia de legitimação do capitalismo tardio":
"[Onça] não foi suficientemente crítica para perceber que o paradigma subjacente ao negacionismo climático de suas referências é um tosco fundamentalismo criacionista. [...] Faltou apenas afirmar que o petróleo foi uma dádiva divina predestinada ao desenvolvimento do capitalismo — e ao enriquecimento dos capitalistas. De fato, os argumentos de Onça analisados até aqui poderiam ser tiros vindos da direita — e de fato o são: autores como Richard Lindzen e Luc Ferry, usados por Onça, são referências conservadoras cativas. Ao final, o que se tem é uma apologia da flexibilização das relações com a natureza — tal qual a flexibilização dos direitos trabalhistas — para que a acumulação de capital fique desimpedida".
O negacionismo também atrai setores ultraconservadores entre os monarquistas e os fundamentalistas religiosos do Brasil. Dom Bertrand de Orléans e Bragança, por exemplo, membro destacado da Família Imperial Brasileira, ativo promotor da monarquia e do tradicionalismo, escreveu um livro negacionista onde apresentou teorias conspiratórias e criacionistas e citou Luiz Molion como uma de suas principais fontes "científicas". O adventista Michelson Borges, representante de um movimento criacionista, disse que para ele e seu grupo o homem pode ter alguma participação no aquecimento, mas basicamente trata-se de "um fenômeno natural para o qual a ciência ainda não tem um modelo que possa ser corroborado pelas evidências".
Sejam quais forem as suas motivações e os seus argumentos, as linhas de atividade dos negacionistas brasileiros acabam convergindo para os mesmos pontos do movimento internacional, como acrescenta Esteves: "Em comum, eles nem sempre dialogam com a literatura científica que contradiz suas alegações, como se desconhecessem o conjunto de evidências acumuladas pela posição consensual". Também são caracterizados pela construção de teses com elementos que se contradizem ou não se relacionam, e pela distorção das informações quando usam fontes sólidas.

## Repercussões

O gráfico mostra a evolução da temperatura média global de 1880 até 2013

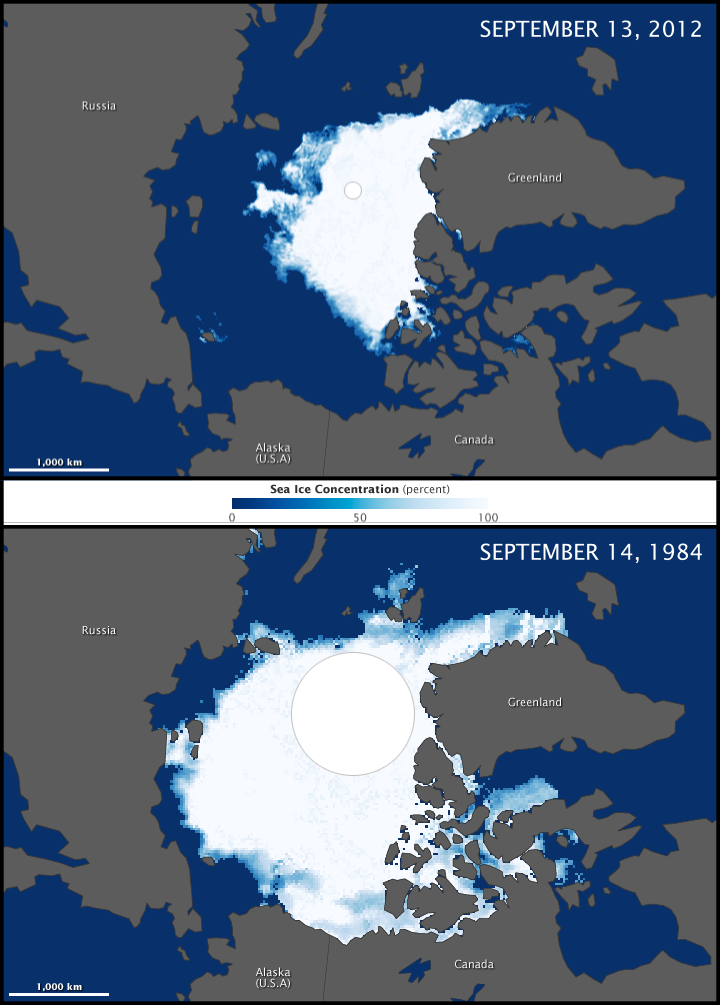
Mudança na quantidade de gelo flutuante no oceano Ártico. Na imagem de cima, a situação em 2012, e na imagem de baixo, como era em 1984

Segundo Alexandre Costa, o negacionismo produz três efeitos diretos sistêmicos: ele deseduca e confunde a população ao disseminar informações falsas; mina a confiabilidade da ciência de maneira irresponsável, e dificulta a tomada de decisões conscientes em múltiplos âmbitos, seja na política, na economia e nos hábitos de vida. São efeitos preocupantes, considerando a imensa gravidade do problema que o negacionismo oculta.
As evidências do aquecimento global e os grandes perigos que ele acarreta para hoje e para o futuro já são nitidamente claros para a maciça maioria dos cientistas especializados na área do clima e da mudança climática, e por isso, assim como ocorre em nível internacional, a credibilidade dos negacionistas brasileiros tem permanecido muito baixa. Isso se reflete na ausência de convites para participarem de eventos científicos de alto nível e em sua incapacidade quase total de publicar seus estudos em revistas especializadas de boa reputação, onde os artigos precisam passar por uma rigorosa revisão por pares. Conforme disse Esteves, "para se tornar um fato [...] uma afirmação científica depende de ser reforçada pela geração seguinte de textos. No entanto, a maioria das contestações do aquecimento antrópico [causado pelo homem] feitas por pesquisadores brasileiros sequer chegou a se estabilizar na forma de alegações na literatura especializada". Os negacionistas brasileiros, por seu turno, relatam sofrer perseguições por causa dos seus posicionamentos, e alegam ser injustamente excluídos dos grandes debates e publicações.
Contornando a falta de receptividade nas publicações acadêmicas, os negacionistas publicam de forma independente ou buscam a mídia, onde alguns de seus expoentes têm ganhado um excepcional espaço. Foi muito divulgada a entrevista que Ricardo Felício deu para o Programa do Jô em 2012, gerando uma tempestade de críticas entre os especialistas. Ao mesmo, tempo, ela parece ter servido para abrir outros espaços para os negacionistas, como blogs e páginas pessoais na internet. Alfredo Sirkis, secretário-executivo do Fórum Brasileiro de Mudanças Climáticas, assim avaliou a situação nacional:
"O negacionismo climático está se organizando no Brasil e já se nota sua presença na mídia em meios acadêmicos de escasso prestígio científico e muita ânsia de exposição. Esta é garantida. Ao contrário dos cientistas sérios que cultivam grande reserva no trato com a mídia por causa da sua tendência simplificadora e da dificuldade em tratar da nuance, os negacionistas são falastrões panfletários. Trazem, como aqueles seus colegas que negavam que o vírus HIV provocasse a AIDS ou o cigarro o câncer de pulmão, 'boas noticias' que sensibilizam gente que não deseja ouvir verdades inconvenientes. Beneficiam-se da perda de qualidade de boa parte do jornalismo atual, que tende preguiçosamente a querer apresentar 'as duas opiniões', quando não se tratam de 'opiniões' e sim de um diagnóstico científico. [...] Fico impressionado com matérias recentes na nossa imprensa que dão a esses picaretas um status de gente séria".
O principal grupo brasileiro está concentrado no Departamento de Geografia da Universidade de São Paulo (USP), ao qual estão ligados Felício, Onça, Suguio e Conti, e para o ex-secretário do Ministério do Meio Ambiente, Eduardo Delgado Assad, um dos coordenadores do maior estudo feito no País sobre o impacto do aquecimento global para a agricultura, "esses céticos da USP têm pouca credibilidade e têm produtividade baixa". O pesquisador Andre Bailão, em uma revisão do assunto, chegou à mesma conclusão: "Em conjunto com os comentários que obtive em minha etnografia entre cientistas das mudanças climáticas na USP e no Inpe, a opinião geral é que o grupo dos céticos se trata de uma minoria com pouca credibilidade e baixa produtividade, que não produz em revistas científicas e o que eles dizem tem pouca base física".

Gráfico mostrando a elevação dos níveis atmosféricos do dióxido de carbono, o principal gás estufa de origem humana, entre 1958 e 2017

Gráfico mostrando a elevação exponencial das emissões globais de carbono entre 1800 e 2007 dos setores do petróleo, gás natural, carvão, produção de cimento e desperdício

Segundo Katherine Rivas, da Agência Envolverde, a comunidade científica nacional parece incerta sobre como abordar o negacionismo. Um professor universitário, citado anonimamente em pesquisa de Andre Bailão, surpreendeu-se com a resistência irracional das pessoas em reconhecer a validade de dados objetivos comprovados por múltiplas medições: "Não é uma questão de religião, de se acreditar em algo. Eu não estou pedindo para ninguém acreditar em nada. É uma medição, um dado. A curva do carbono foi comprovada com dados. Não quero 'debater' isso". Um dos seus alunos questionou a veracidade das medições, ao que o pesquisador respondeu que não sabia como lidar com isso, pois "não há como duvidar de uma medição". Outro professor disse que as pessoas negam o óbvio e não mudam de opinião porque isso exigiria mudar de atitudes, o que em geral não estão dispostas a fazer. Em 2012 José Marengo, membro do Painel Intergovernamental de Mudanças Climáticas (IPCC) e uma das lideranças nacionais sobre mudança climática, disse que não via os céticos como uma ameaça e preferia ignorá-los: "Não temos porque retrucar, seria apagar fogo com gasolina. Não precisamos dar mais dez minutos de fama para essas pessoas. Se a imprensa quisesse, poderia nos procurar para confirmar as informações que conseguiram. Mas isso nunca acontece".
Outros, porém, defendem que a omissão de porta-vozes reconhecidos do consenso internacional abre espaço para a perpetuação de incertezas artificiais e para a maior penetração da influência negacionista sobre o público, confundindo-o, negando-lhe o conhecimento correto e necessário para que possa reagir adequadamente à urgência da ameaça climática, e prejudicando o avanço do país em direção à sustentabilidade e ao cumprimento do compromisso de redução de emissões de gases estufa assumido diante da comunidade internacional. É um exemplo de uma postura mais combativa Philip Fearnside, pesquisador titular do Instituto Nacional de Pesquisas da Amazônia, membro do IPCC e identificado pelo projeto Essencial Science Indicators como o segundo mais citado cientista no mundo na área de aquecimento global, que disse em um artigo de sua autoria: "Vários dos principais cientistas da área climática no Brasil se recusam a debater com céticos como Molion. Este autor acredita que isto seja um erro crítico". Fearnside não é, porém, uma figura isolada, e outros eminentes pesquisadores brasileiros deram declarações públicas condenando o negacionismo, como Tércio Ambrizzi, um dos mais renomados meteorologistas brasileiros e membro do IPCC, e Paulo Artaxo, também membro do IPCC, e tido como um dos mais influentes e mais citados mundialmente entre os cientistas do país.
A tarefa é complicada pelo fato de que no Brasil são relativamente poucos os profissionais dedicados ao jornalismo científico. A 8ª Conferência Mundial de Jornalistas de Ciência de 2013 concluiu que nos países mais pobres tende a ser baixo o reconhecimento político da importância da ciência e, consequentemente, há pouco interesse e espaço para o jornalismo científico. A grande imprensa dá atenção apenas marginal para temas ambientais, pesquisa de Rocha et alii de 2013 mostrou que muitos jornalistas de importantes jornais brasileiros se baseiam em uma única fonte, levando à produção de matérias muito parciais e limitando a capacidade reflexiva do leitor, e veículos de grande circulação como o Jornal da Band e a revista Veja já deram espaço para notícias negacionistas sem apresentar a opinião científica contrária. Para Carlos Nobre, outro membro do IPCC, "a constante presença dos céticos na imprensa é um problema, já que a maioria não é membro da comunidade científica e apenas está a serviço dos lobbies dos combustíveis fósseis. Eles estão fazendo o mesmo que alguns pesquisadores da área médica fizeram nos anos 1970 sobre a questão do tabaco. Eles estão aí para confundir". Philip Fearnside declarou que a entrevista de Felício no programa de Jô Soares em 2012 "sem dúvida, foi a mais danosa para o entendimento público no Brasil, devido ao grande alcance da mídia televisiva. O entrevistado declarou que 'o efeito estufa é a maior falácia científica que existe na história', que atribuiu a uma conspiração entre técnicos militares que estavam subempregados após a Guerra Fria. Quem não conhecia o assunto por outros meios teria tido pouca ideia das dezenas de milhares de trabalhos científicos que documentam o consenso representado pelos relatórios do IPCC de que o aquecimento adicional nos últimos anos é real, é causado pela ação humana, e terá impactos negativos gravíssimos se não for contido rapidamente".
As incertezas sobre o progresso das políticas de mitigação e adaptação ao aquecimento aumentaram com a ascensão do notório negacionista Donald Trump à presidência dos Estados Unidos, que anunciou planos de expansão no setor dos fósseis, chamou para seu círculo de colaboradores notórios negacionistas, conservadores e lobbystas, e retirou o país do Acordo de Paris. A grande influência do país no cenário internacional pode enfraquecer a determinação dos países emergentes como o Brasil em limitar suas emissões. O Brasil já usou muitas vezes o argumento de que os países que emitem menos devem reduzir menos as emissões, e que os países ricos, os que historicamente emitiram mais, não estavam fazendo o bastante para compensar o dano que já haviam causado. Esta é, com efeito, uma queixa recorrente entre as nações mais pobres. Seguindo o exemplo de Trump, outros países podem se sentir autorizados a recuar em suas obrigações também.

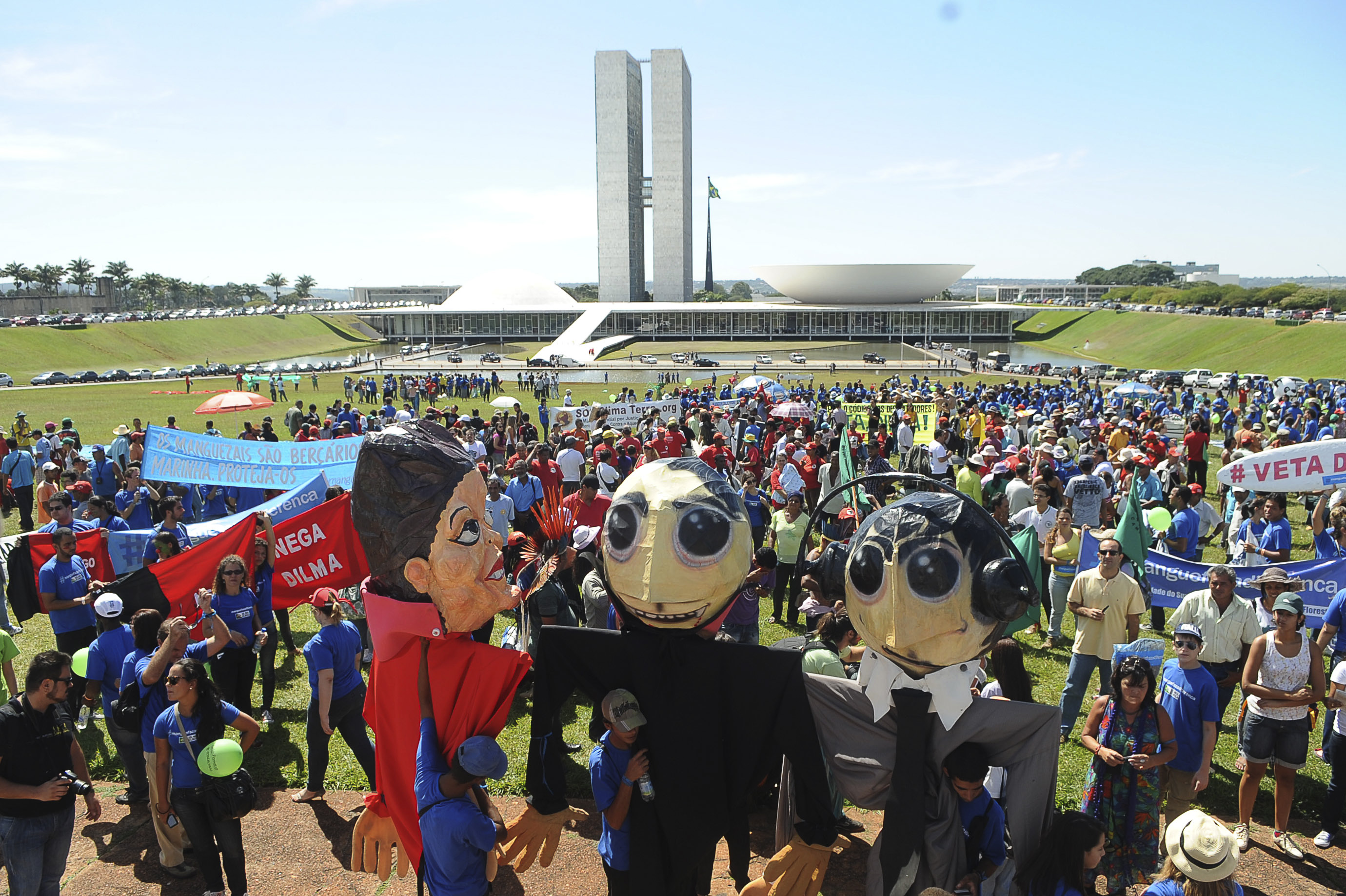
Manifestantes fazem protesto na Esplanada dos Ministérios em Brasília contra a aprovação do Novo Código Florestal.

Embora o Brasil tenha se integrado à comunidade internacional nos esforços de combate ao problema como signatário da Convenção do Clima e outros acordos, a pressão dos negacionistas, disseminando desinformação deliberadamente, combinada especialmente à pressão do agronegócio, tem imposto pesados retrocessos à legislação e à política ambiental brasileira. A verba para pesquisa e manutenção de programas ambientais oficiais tem ao mesmo tempo declinado drasticamente, e em 2017 o Ministério do Meio Ambiente perdeu quase metade dos seus recursos. Em 2011 cerca de um terço das principais vozes negacionistas do Brasil eram políticos. Por exemplo, Aldo Rebelo, que ocupou quatro ministérios, incluindo o da Ciência, Tecnologia e Inovação, foi o autor do projeto de lei para reforma do Código Florestal Brasileiro, recebendo críticas gerais dos ambientalistas, e assumiu o negacionismo climático dizendo que "não há comprovação científica das projeções do aquecimento global, e muito menos de que ele estaria ocorrendo por ação do homem". Kátia Abreu, senadora, ruralista e ex-ministra da Agricultura, Pecuária e Abastecimento, tem sido uma das principais promotoras dos interesses do agronegócio e tem manifestado opiniões negacionistas. Foi acusada de ser uma das responsáveis pelo desmonte da legislação florestal, recebeu do Greenpeace em 2010 o irônico Troféu Motosserra de Ouro, e era a presidente da Confederação da Agricultura e Pecuária do Brasilquando a entidade publicou a Carta de São Paulo. Em 2016 Blairo Maggi, outro grande representante do agronegócio e então ministro da Agricultura, Pecuária e Abastecimento, disse que as metas de emissão assumidas pelo Brasil são apenas uma "intenção", e recusou-se a aceitar que os agropecuaristas paguem pelo que emitem, alegando que a produção rural brasileira é sustentável: "Nós não temos condições financeiras, monetárias, de levar adiante a intenção que o Brasil colocou. [...] A intenção que o Brasil assumiu perante o mundo não pode ser obrigação do produtor brasileiro, tem de ser a intenção do produtor brasileiro também". Declarou ainda que "a agricultura não é a vilã do aquecimento global que aí está", embora o país seja um dos dez maiores emissores do mundo e o Terceiro Inventário Brasileiro de Emissões e Remoções Antropogênicas de Gases de Efeito Estufa indique que a atividade agropecuária, e nela principalmente o desmatamento, tenha respondido em 2015 por 69% das emissões brutas do Brasil. Essas e outras declarações de Maggi foram comparadas às falas de Donald Trump, geraram vários protestos de ambientalistas e o Observatório do Clima publicou uma carta rebatendo-as.
Um relatório do Observatório do Clima apontou que a emissão de gases estufa pelo Brasil aumentou 8,9% em 2016 em comparação com o ano anterior. As causas principais continuam sendo as mudanças no uso da terra e o desmatamento para o agronegócio. Uma participação importante no total vem do rápido incremento no uso de alguns fertilizantes nitrogenados. O relatório concluiu que o Brasil se tornou "a única grande economia do mundo a aumentar a poluição sem gerar riqueza para sua sociedade". A Política Nacional de Mudanças Climáticas estabelece como meta o país chegar a 2020 com 2,2 bilhões de toneladas anuais, mas a tendência atual indica que esse limite será ultrapassado.
Com a eleição de Jair Bolsonaro o poder e influência dos negacionistas aumentaram, assim como as preocupações dos ambientalistas. O presidente tinha a intenção de tirar o país do Acordo de Paris, alegando ameaças de perda de soberania, mas após a pressão da sociedade voltou atrás. Mesmo assim, desistiu de receber a Conferência do Clima da ONU já programada, considerou o ativismo ambiental um "alarmismo xiita", em poucos meses desde sua eleição o desmatamento disparou e após sua posse várias medidas oficiais revelam a organização de uma ampla ofensiva contra o meio ambiente, desmantelando ou extinguindo órgãos e conselhos reguladores e fiscalizadores, retirando uma série de atribuições importantes do Ministério do Meio Ambiente, fragilizando políticas ambientais, favorecendo o agronegócio, abrindo terras indígenas à mineração e colocando negacionistas em posições de comando. No seu governo o Fundo Clima foi paralisado, e de acordo com o Observatório do Clima em 2019 o Ministério do Meio Ambiente não havia gasto nem 1% do dinheiro destinado a programas de preservação ambiental. Seu ex-ministro do Meio Ambiente, Ricardo Salles, é comprometido com o agronegócio, foi diretor da Sociedade Rural Brasileira e, segundo o Observatório do Clima, foi o promotor do desmonte da governança ambiental durante sua gestão como secretário do Meio Ambiente do Estado de São Paulo, além de ter sido condenado pela Justiça paulista por improbidade administrativa, sob a acusação de ter alterado ilegalmente o plano de manejo de uma área de proteção ambiental. Este ministro expressou opiniões negacionistas, desprezando o consenso internacional, disse que o Brasil pode mudar suas metas de emissão de gases estufa, divulgou dados falsos ou enganosos para justificar suas posições, classificou a discussão sobre aquecimento global como secundária e extinguiu a Secretaria de Mudanças do Clima e Floresta, transferindo a agenda climática para uma assessoria especial com menor estrutura.
Zequinha Marinho, que disse que "a política ambiental brasileira é feita do ponto de vista das ONGs sob influência da esquerda", em 2019 assumiu a presidência da Comissão Mista Especial sobre Mudanças Climáticas do Congresso Nacional, e outros altos representantes do governo Bolsonaro adotaram posturas semelhantes. O ex-chanceler Ernesto Araújo negou o consenso científico e considerou o combate ao aquecimento "uma tática globalista de instilar o medo para obter mais poder", fruto de um complô marxista, além de criticar o Acordo de Paris e fazer referência a supostas ameaças contra o cristianismo. Já Tereza Cristina, ex-ministra da Agricultura, Pecuária e Abastecimento, apesar de prometer que pretendia favorecer o setor sem agredir o meio ambiente, ganhou o apelido de "Musa do Veneno" pelo seu apoio entusiasta aos agrotóxicos, e defendeu mudanças na lei para flexibilizar a liberação de novos produtos e também as regras do licenciamento ambiental, uma das pautas prioritárias da Frente Parlamentar Mista da Agropecuária. Em pouco mais de um mês depois da sua posse o seu ministério liberou 86 novos agrotóxicos, muitos deles classificados como "extremamente tóxicos". Cristina é uma das mais importantes líderes do lobby agrícola, tendo sido presidente da Frente da Agropecuária e a principal responsável pelo apoio que a Frente deu à candidatura de Bolsonaro, elogiou a escolha de Salles para o ministério por ser um nome que tem "a melhor relação possível com a agropecuária brasileira", afirmou que os produtores rurais poderão contar com um Ministério do Meio Ambiente mais alinhado com a agricultura, quis abrir as terras indígenas para a agricultura comercial, e colocou o ruralista Valdir Colatto na chefia do Serviço Florestal Brasileiro, uma pessoa que já disse que o Brasil tem floresta demais e foi um dos autores do projeto do Novo Código Florestal Brasileiro, intensamente criticado como um grande retrocesso.